# Shell Energy Stadium
Het Shell Energy Stadium (voorheen PNC Stadium, BBVA Compass Stadium of BBVA Stadium) is een voetbalstadion in Houston, dat plaats biedt aan 22.039 toeschouwers. De bespeler van het stadion is Houston Dynamo, dat speelt in de Major League Soccer.

## Internationale toernooien
Dit stadion is verschillende keren uitgekozen als gaststadion tijdens een toernooi om de Gold Cup, het voetbaltoernooi voor landenteams van de CONCACAF. Tijdens de Gold Cup van 2013, 2015, 2017, 2019 en 2021 was dit stadion een van de stadions waar voetbalwedstrijden werden gespeeld.
| 1  | 15 juli 2013 | El Salvador – Haïti           | 1 – 0 | Groepsfase | 21.783 |  |  |
| 2  | 15 juli 2013 | Honduras – Trinidad en Tobago | 0 – 2 | Groepsfase | 21.783 |  |  |
|    |              |                               |       |            |        |  |  |
| 3  | 11 juli 2015 | Jamaica – Canada              | 1 – 0 | Groepsfase | 22.017 |  |  |
| 4  | 11 juli 2015 | Costa Rica – El Salvador      | 1 – 1 | Groepsfase | 22.017 |  |  |
|    |              |                               |       |            |        |  |  |
| 5  | 11 juli 2017 | Costa Rica – Canada           | 1 – 1 | Groepsfase | 12.019 |  |  |
| 6  | 11 juli 2017 | Honduras – Frans-Guyana       | 3 – 0 | Groepsfase | 12.019 |  |  |
|    |              |                               |       |            |        |  |  |
| 7  | 21 juni 2019 | El Salvador – Jamaica         | 0 – 0 | Groepsfase | 22.395 |  |  |
| 8  | 21 juni 2019 | Honduras – Curaçao            | 0 – 1 | Groepsfase | 22.395 |  |  |
|    |              |                               |       |            |        |  |  |
| 9  | 13 juli 2021 | Qatar – Panama                | 3 – 3 | Groepsfase | 10.625 |  |  |
| 10 | 13 juli 2021 | Honduras – Grenada            | 4 – 0 | Groepsfase | 10.625 |  |  |
| 11 | 17 juli 2021 | Grenada – Qatar               | 0 – 4 | Groepsfase |        |  |  |
| 12 | 17 juli 2021 | Panama – Honduras             | 2 – 3 | Groepsfase |        |  |  |
| 13 | 20 juli 2021 | Honduras – Qatar              | 0 – 2 | Groepsfase |        |  |  |

Het stadion werd in 2020 ook gebruikt voor het Olympisch kwalificatietoernooi voetbal 2020 voor vrouwen
Allianz Field (Minnesota United FC) ·
America First Field (Real Salt Lake) ·
Audi Field (DC United) ·
Bank of America Stadium (Charlotte FC) ·
BC Place Stadium (Vancouver Whitecaps FC) ·
BMO Field (Toronto FC) ·
BMO Stadium (Los Angeles FC) ·
Chase Stadium (Inter Miami CF) ·
Children's Mercy Park (Sporting Kansas City) ·
Dick's Sporting Goods Park (Colorado Rapids) ·
Dignity Health Sports Park (Los Angeles Galaxy) ·
Energizer Park (St. Louis City SC) ·
Geodis Park (Nashville SC) ·
Gillette Stadium (New England Revolution) ·
Inter&Co Stadium (Orlando City SC) ·
Lower.com Field (Columbus Crew) ·
Lumen Field (Sounders) ·
Mercedes-Benz Stadium (Atlanta United FC) ·
PayPal Park (San Jose Earthquakes) ·
Providence Park (Portland Timbers) ·
Q2 Stadium (Austin FC) ·
Red Bull Arena (New York Red Bulls) ·
Saputo Stadium (CF Montréal) ·
Shell Energy Stadium (Houston Dynamo FC) ·
Snapdragon Stadium (San Diego FC) ·
Soldier Field (Chicago Fire FC) ·
Subaru Park (Philadelphia Union) ·
Toyota Stadium (FC Dallas) ·
TQL Stadium (FC Cincinnati) ·
Yankee Stadium (New York City FC)
Voormalige stadions:
Buck Shaw Stadium (San Jose Earthquakes) ·
CommunityAmerica Ballpark (Kansas City Wizards) ·
Cotton Bowl (Dallas Burn) ·
Giants Stadium (MetroStars/New York Red Bulls) ·
Historic Crew Stadium (Columbus Crew SC) ·
Lockhart Stadium (Miami Fusion FC) ·
Nissan Stadium (Nashville SC) ·
Nippert Stadium (FC Cincinnati) ·
Raymond James Stadium (Tampa Bay Mutiny) ·
Robertson Stadium (Houston Dynamo FC)
Voormalige stadions:
Atlanta Silverbacks Park (Atlanta Silverbacks) ·
Carroll Stadium (Indy Eleven) ·
Clarke Stadium (FC Edmonton) ·
CommunityFirst Park (Jacksonville Armada) ·
James M. Shuart Stadium (New York Cosmos) ·
Estadio Juan Ramón Loubriel (Puerto Rico Islanders)
Lockhart Stadium (Fort Lauderdale Strikers) ·
National Sports Center (Minnesota United) ·
Progress Energy Park (Tampa Bay Rowdies) ·
TD Place Stadium (Ottawa Fury) ·
Toyota Field (San Antonio Scorpions) ·
WakeMed Soccer Park (North Carolina)
Al Lang Stadium (Tampa Bay Rowdies) ·
American Legion Memorial Stadium (Charlotte Independence) ·
AutoZone Park (Memphis 901 FC) ·
Bold Stadium (Austin Bold FC) ·
Carroll Stadium (Indy Eleven) ·
Cashman Field (Las Vegas Lights FC) ·
Children's Mercy Park (Sporting Kansas City II) ·
Championship Soccer Stadium (Orange County SC) ·
Cheney Stadium (Tacoma Defiance) ·
Dillon Stadium (Hartford Athletic) ·
Dignity Health Sports Park Track and Field Stadium (LA Galaxy II) ·
Fifth Third Bank Stadium (Atlanta United 2) ·
H-E-B Park (Rio Grande Valley FC) ·
Heart Health Park (Sacramento Republic) ·
Highmark Stadium (Pittsburgh Riverhounds) ·
Laney College Football Stadium (Oakland Roots SC) ·
Lynn Family Stadium (Louisville City FC) ·
MSU Soccer Park (New York Red Bulls II) ·
ONEOK Field (FC Tulsa) ·
Patriots Point Soccer Complex (Charleston Battery) ·
Protective Stadium (Birmingham Legion FC) ·
Riccardo Silva Stadium (Miami FC) ·
Rio Grande Credit Union Field (New Mexico United) ·
Segra Field (Loudoun United FC) ·
Southwest University Park (El Paso Locomotive FC) ·
Taft Stadium (Oklahoma City Energy) ·
Torero Stadium (San Diego Loyal SC) ·
WakeMed Soccer Park (North Carolina FC) ·
Weidner Field (Colorado Springs Switchbacks) · 
Wild Horse Pass Stadium (Phoenix Rising) ·
Zions Bank Stadium (Real Monarchs)
Voormalige stadions:
Anteater Stadium (Orange County Blues) ·
Aguada Stadium (Puerto Rico United) ·
Audi Field (Loudoun United FC) ·
BBVA Field (Birmingham Legion FC) ·
Belson Stadium (FC New York) ·
Casino Arizona Field (Phoenix Rising) ·
Chartiers Valley High School (Pittsburgh Riverhounds) ·
City Stadium (Richmond Kickers) ·
Coolray Field (Atlanta United 2) ·
Goodman Stadium (Bethlehem Steel FC) ·
Greater Nevada Field (Reno 1868 FC) ·
Hillsboro Stadium (Portland Timbers 2) ·
House Park (Austin Aztex) ·
MVS Stadium (Dayton Dutch Lions) ·
Camping World Stadium (Orlando City) ·
Legion Stadium (Wilmington Hammerheads) ·
Louisville Slugger Field (Louisville City FC) ·
Lucas Oil Stadium (Indy Eleven) ·
MUSC Health Stadium (Charleston Battery) ·
Ontario Soccer Centre (Toronto FC II) ·
Providence Park (Portland Timbers 2) ·
Red Bull Arena (New York Red Bulls II) ·
Restart Field (Charlotte Eagles) ·
Rio Tinto Stadium (Real Monarchs) ·
Sahlen's Stadium (Rochester Rhinos) ·
Scottsdale Stadium (Arizona United) ·
Saputo Stadium (FC Montréal) ·
Sevilla FC Stadium (Sevilla Puerto Rico) ·
Estadio Sixto Escobar (River Plate Puerto Rico) ·
Skyline Sports Complex (Harrisburg City Islanders/Penn FC) ·
SVR Stadium (Antigua Barracuda) ·
Sportsplex at Matthews (Charlotte Independence) ·
Starfire Sports Complex (Seattle Sounders FC 2) ·
Switchbacks Training Stadium (Colorado Springs Switchbacks) ·
Subaru Park (Philadelphia Union II) ·
TD Place Stadium (Ottawa Fury FC) ·
Titan Stadium (Los Angeles Blues)
Thunderbird Stadium (Whitecaps FC 2)
West Community Stadium (Saint Louis FC) ·
America First Field (Utah Royals FC) ·
Audi Field (Washington Spirit) ·
BMO Stadium (Angel City FC) ·
CPKC Stadium (Kansas City Current) ·
Inter&Co Stadium (Orlando Pride) ·
Lumen Field (Seattle Reign FC) ·
Lynn Family Stadium (Racing Louisville FC) ·
PayPal Park (Bay FC) ·
Providence Park (Portland Thorns FC) ·
Red Bull Arena (NJ/NY Gotham FC) ·
SeatGeek Stadium (Chicago Red Stars) ·
Shell Energy Stadium (Houston Dash) ·
Snapdragon Stadium (San Diego Wave FC) ·
WakeMed Soccer Park (North Carolina Courage)
Voormalige stadions:
Camping World Stadium (Orlando Pride) ·
Cheney Stadium (OL Reign) ·
Children's Mercy Park (Kansas City Current) ·
Dilboy Stadium (Boston Breakers) ·
Durwood Soccer Stadium (FC Kansas City) ·
Harvard Stadium (Boston Breakers) ·
Jordan Field (Boston Breakers) ·
Legends Field (Kansas City) ·
Maryland SoccerPlex (Washington Spirit) ·
Memorial Stadium (Seattle Reign FC/Reign FC) ·
Sahlen's Stadium (Western New York Flash) ·
Segra Field (Washington Spirit) ·
Shawnee Mission District Stadium (FC Kansas City) ·
Sports Complex at Benedictine University (Chicago Red Stars) ·
Starfire Sports Complex (Seattle Reign FC) ·
Swope Soccer Village (FC Kansas City) ·
Torero Stadium (San Diego Wave FC) ·
Yurcak Field (Sky Blue FC) ·
Zions Bank Stadium (NWSL Challenge Cup 2020)